# Adaktylie
Mit Adaktylie – von griechisch a- (nicht, un-, -los) und dáktylos (Finger, Zehe) – bezeichnet man eine Fehlbildung, bei der einzelne oder alle Finger oder Zehen fehlen. Sie kann zusammen mit der Aphalangie (Fehlen von Finger- oder Zehengliedern), der Acheiropodie (Fehlen von Hand und Fuß) zu den Terminalen transversalen Extremitätendefekten gezählt werden.
Unter „Reduktionsdefekte der oberen Extremität“ werden Adaktylien in der ICD-10 als „Angeborenes Fehlen der Hand oder eines oder mehrerer Finger“ unter Q71.3, ein entsprechender Reduktionsdefekt an der unteren Extremität entsprechend unter Q72.3 eingeordnet.

## Ursachen
Die Ursache ist meist unklar. Bislang wurden mindestens zwei Familien mit einer möglichen autosomal-dominanter Vererbung für eine unilaterale (einseitige) Adaktylie beschrieben. Nimmt man Schädigungen von außen als Ursachen an, muss die 6.–7. Woche der Embryonalentwicklung als kritischer Zeitraum gesehen werden; Finger- und Zehenstrahlen werden beim menschlichen Embryo am 38. Entwicklungstag sichtbar.
Rauchen in der Schwangerschaft wurde aufgrund der Auswertung der Daten der U.S. Natality database der Jahre 2001 und 2002 (insges. 6.839.854 Lebendgeburten) dosisabhängig mit dieser Fehlbildung (wie mit anderen Fehlbildungen der Finger) in Zusammenhang gebracht.

## Anderes
Beim Aglossie-Adaktylie-Syndrom handelt es sich um ein Fehlbildungssyndrom mit Gliedmaßenfehlbildungen, kraniofazialen Anomalien u. a. Störungen.
Das Fehlen einer ganzen Extremität wird als Amelie, eine entwicklungsbedingt fehlende Trennung einzelner Finger- oder Zehenanlagen als Syndaktylie, bezeichnet. Letztere kann kombiniert mit einer Adaktylie auftreten.